# Phyllia cinerescens
Phyllia cinerescens är en fjärilsart som beskrevs av Butler 1882. Phyllia cinerescens ingår i släktet Phyllia och familjen mätare. Inga underarter finns listade i Catalogue of Life.